# Martin David Roth

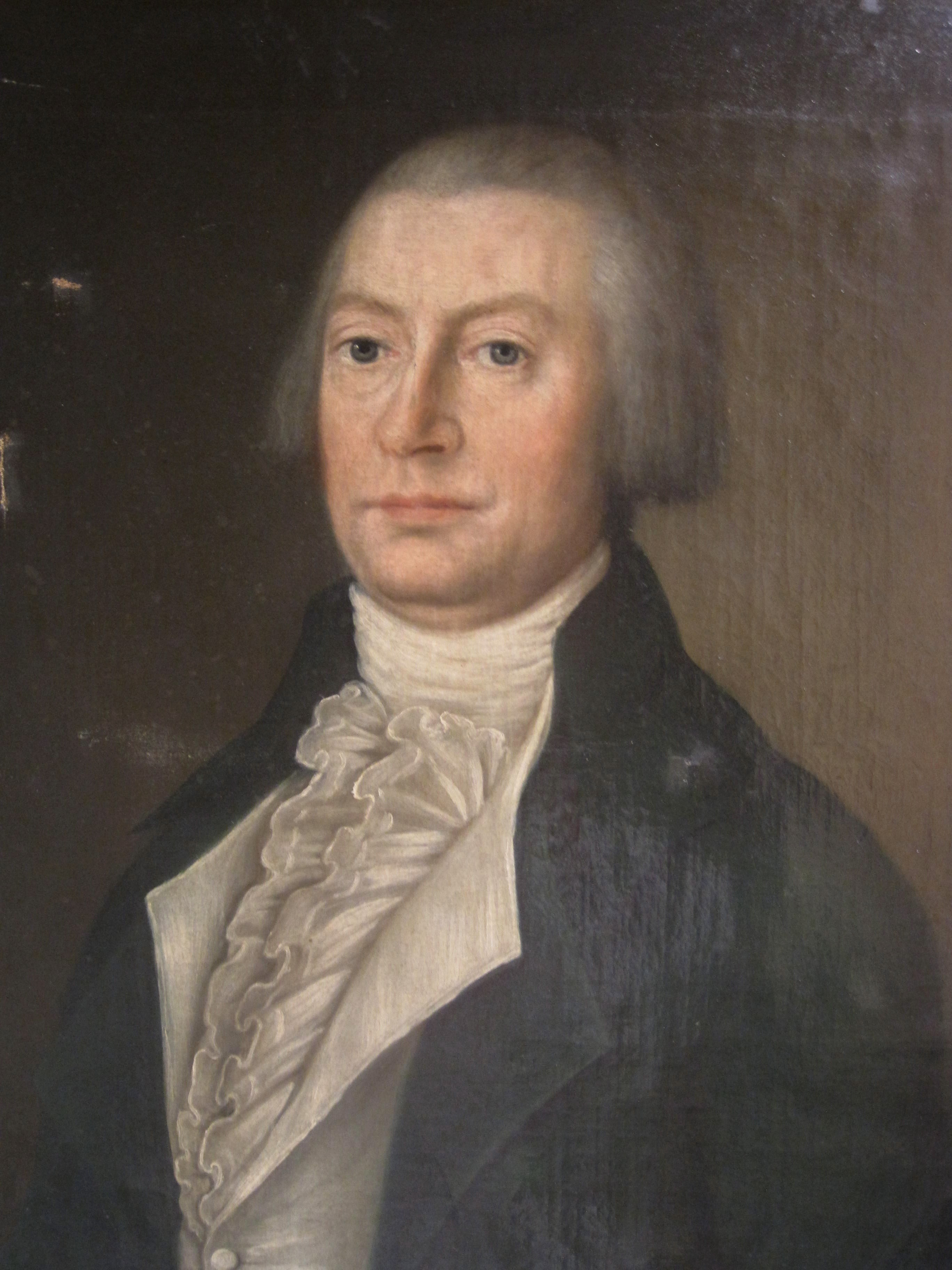
Porträtt av Johan Henric Engelhart

Martin David Roth, född 28 april 1768 i Klörup, Västra Slågarps socken i Malmöhus län, död 2 augusti 1805 i Lund, var en svensk ritmästare vid Lunds universitet.
Han var son till klockaren Christian Davidsson Roth och Fertrud Elisabeth Giertz (dotter till ritmästaren Alexander Kastman) och svärfar till Peter Magnus Billman.
Roth skrevs in som student vid Lunds universitet 1778 och uppmärksammades samma år av rektor Anders Peter Stobæus för sin förmga att måla och teckna varvid han lät Roth avbilda honom på en målning. Han antogs som elev vid Konstakademien i Stockholm 1781 och samma år anförtrodde Nils Hesslén honom att måla i altartavlan i sin prebendekyrka i Uppåkra. Vid konstakademien studerade han för Carl Gustaf Pilo, Lorens Pasch och Per Krafft och tilldelades medaljen av tredje storleken 1782, medaljen av andra storleken 1783 och akademiens stora prismedalj i silver 1784. Han sökte den lediga tjänsten som ritmästare efter Alexander Kastman 1783 och fick tjänsten och samtidigt löfte om att kvarstanna vid akademien något år för att fortsätta sina studier. Han tillträdde sin befattning i Lund 1784 och fick sin lön höjd 1785 till 75 riksdaler årligen så att han erhöll samma lön som fäkt- och dansmästaren vid universitetet. Hans kontrakt stipulerade att han gav två offentliga lektioner i veckan. Vid sidan av sitt arbete i Lund var han verksam som porträttmålare och Magnus Körner uppger i ett brev till Nils Mandelgren att han sett över hundra porträtt utförda av Roth. Bland hans offentliga arbeten märks ommålningen av Jacob Krembergs altartavla i Burlövs kyrka, och altartavlan som han tillsammans med bildhuggaren Johan Millberg färdigställde för Örkeneds kyrka och altartavlan till Västra Karups kyrka samt en altartavla till den numera rivna kyrkan i Skeglinge kyrka. Roth är representerad med ett femtontal porträtt i Lunds universitets konstsamling, vidare vid Nordiska museet, Nationalmuseum, Landskrona museum och vid ett antal kyrkor med olika porträtt av präster.